# Ponte Nizza
Ponte Nizza är en ort och kommun i provinsen Pavia i regionen Lombardiet i Italien. Kommunen hade 784 invånare (2018).